# Sissi impératrice
Cet article concerne le film. Pour la vraie impératrice, voir Élisabeth de Wittelsbach.
Pour les articles homonymes, voir Sissi.
Série
Sissi
(1955) Sissi face à son destin
(1957)
Pour plus de détails, voir Fiche technique et Distribution.
Sissi impératrice (Sissi, die junge Kaiserin en allemand) est un film autrichien réalisé par Ernst Marischka en 1956.
Le film se fonde sur l'histoire d'amour de l'impératrice Sissi, jouée par Romy Schneider, et de l'empereur François-Joseph, joué par Karlheinz Böhm.

## Synopsis
Sissi et Franz sont à présent mariés mais la jeune impératrice a bien du mal avec le protocole écrasant de la cour de Vienne et vit assez mal le fait que sa belle-mère, l'archiduchesse Sophie, l'espionne en permanence. Sissi confie à son journal intime qu'elle se sent seule et qu'elle regrette sa vie en Bavière ; l'archiduchesse Sophie, qui a pris le journal de Sissi, le lit à Franz qui s'en trouve assez contrarié ; Sissi lui avoue par la suite qu'elle se sent très seule mais qu'elle est heureuse lorsqu'ils sont ensemble. Sissi porte également un grand intérêt à la Hongrie qui n'a plus de souverains : elle aime ce pays qu'elle n'a pourtant jamais visité et elle promet à son professeur de hongrois qu'elle usera de toute son influence en faveur de ce pays. Elle remporte une première victoire lorsqu'elle convainc Franz de ne pas condamner à mort le comte Andrássy et les autres rebelles. Ce dernier vient au Palais la remercier du fond du cœur et Sissi l'invite lui et ses compatriotes au prochain bal de la cour. Lors de ce bal, Sissi s'évanouit et apprend par le médecin qu'elle attend son premier enfant ; cet enfant se trouve être une fille. Sans consulter Sissi, Franz et sa mère décident de l'appeler Sophie. Mais les jours heureux de Sissi en tant que mère sont de courte durée : l'archiduchesse, avec l'accord de Franz, retire à Sissi la garde de l'enfant, prétextant que Sissi est bien trop jeune pour lui donner une éducation digne de son rang. Sissi, blessée de ne pas avoir l'appui de son mari, s'enfuit de Vienne et part chez ses parents en Bavière.
Sa mère, la duchesse Ludovica, est si heureuse de revoir sa fille que cette dernière n'ose lui dire qu'elle s'est enfuie mais l'avoue à son père lors d'une promenade en forêt. Mais Franz, aimant Sissi plus que tout, la rejoint en Bavière et la convainc de revenir à Vienne. Ils passent quelques jours à la montagne où ils peuvent oublier tous les soucis de la cour. Mais une fois revenus à Vienne, Sophie refuse de rendre sa fille à Sissi ; cette dernière décide alors d'abandonner Vienne et de partir pour toujours. Ludovica vient alors voir sa sœur l'archiduchesse Sophie et essaie de lui faire entendre raison. Sophie est humaine et aime son fils, elle a tout sacrifié pour lui et ne doit pas risquer de détruire ce bonheur qu'elle a passé sa vie à construire. Dans un premier temps Sophie résiste - pour elle Sissi est avant tout Impératrice et elle doit en priorité soutenir Franz - mais elle finit par céder et rend la petite Sophie à Sissi. Cette dernière assiste donc à la réception des délégués hongrois où l'on apprend qu'elle sera couronnée en même temps que Franz, Reine de Hongrie.
Le film se termine par le couronnement de Franz et Sissi : ils deviennent Roi et Reine de Hongrie.

## Fiche technique
- Titre original : Sissi - Die junge Kaiserin
- Titre français : Sissi impératrice
- Réalisation : Ernst Marischka
- Scénario : Ernst Marischka
- Photographie : Bruno Mondi
- Musique : Anton Profes
- Décors : Fritz Juptner-Jonstorff
- Production Karl Ehrlich
- Distribution : SNC
- Pays de production :  Autriche
- Langue : allemand
- Format : 35 mm - Couleurs - Ratio : 1,66:1
- Son : Stéréo 4 pistes magnétiques et copies son optique mono
- Genre : Comédie dramatique, Film romantique
- Durée : 107 minutes
- Dates de sortie :
  - Autriche : 19 décembre 1956
  - France : 16 août 1957
- Affiches : Pierre Levé, Joëlle Marquet (France)

## Distribution
- Romy Schneider (VF : Gilberte Aubry) : Impératrice Élisabeth dite Sissi
- Karlheinz Böhm (VF : Jean-Pierre Duclos) : François-Joseph dit Franz
- Magda Schneider (VF : Lita Recio) : La duchesse Ludovica en Bavière
- Gustav Knuth (VF 1er doublage : André Valmy, 2e doublage : Serge Nadaud) : Le duc Max en Bavière
- Walther Reyer (VF 1er doublage : René Arrieu, 2e doublage : Michel Le Royer) : Le comte Andrássy
- Vilma Degischer (VF 1er doublage : Lucienne Givry, 2e doublage : Jacqueline Ferrière) : L'archiduchesse Sophie
- Erich Nikowitz (VF : Gérard Férat) : L'archiduc Franz-Karl
- Josef Meinrad (VF : Michel Roux) : Le colonel Böckl
- Hans Ziegler : Hofrat Dr. Seeburger
- Hilde Wagener : La baronne Wulfen

## Tournage
Le tournage se déroule dans de nombreux lieux qu'a visité l'impératrice, dont le château de Schönbrunn à Vienne. Le château de Possenhofen, en Bavière, où Sissi revient sur les lieux de son enfance étant en mauvais état à l'époque du tournage[réf. souhaitée], celui-ci a lieu au château de Fuschl, sur les bords du Fuschlsee, en Autriche, comme pour le film précédent.

## Autour du film
En plus des créations d'Anton Profes, l'accompagnement musical comprend de nombreuses œuvres classiques dont plusieurs valses de Johann Strauss et l'Alleluia du Messie de Georg Friedrich Haendel et la valse de Faust de Charles Gounod.
Le film fait partie d'une trilogie avec Sissi (1955) et Sissi face à son destin (1957).
Le doublage français de 1956 ayant été abîmé, le film fut doublé à nouveau en 1967, toujours avec Gilberte Aubry et Jean-Pierre Duclos dans les rôles principaux, mais avec quelques changements également[réf. souhaitée].

## Distinctions
Le film a été présenté en sélection officielle en compétition au Festival de Cannes 1957.